# Attilio Lauricella
Attilio Lauricella , né le 1er août 1953 à Raddusa  est un sculpteur et un peintre italien contemporain.

## Biographie
Attilio Lauricella, né en  province de Catane, arrive à Turin en 1959.
Il fréquente le Liceo Artistico dell'Accademia Albertina et après avoir fréquenté le milieu artistique turinois des années 1970, il inaugure le Studio Barriera di Milano, Via Casella 71 où il travaillera plusieurs décennies.
Après l'expérience figurative des premières années, Lauricella s'adonne à l'abstractionnisme.

## Expositions
- Galleria Il Punto - Calice Ligure – Savone (1980)
- Galleria Immagine - Coni (1980)
- Galleria Magimawa Centro - Turin (1981)
- Olivetti - Centro Piero della Francesca - Turin (1982)
- Fiat Motor Show - Athènes (1986)
- Sala d'Arte Comunale - Aoste (1989)
- Banco Valdostano Berard - Aoste (1990)
- Casa Veneta - Muggia - Trieste (1992)
- Galleria Art Show room - Alba - Coni (1993)
- Galleria Arteincornice - Turin (1995)
- Centro Filefislliington - Londres (1995)
- Torre dei Signori di Sant'Orso - Aoste (1995)
- Musée de l'Automobile de Turin Carlo Biscaretti di Ruffia avec la peinture  Ferrari (1995)
- Piemonte Artistico e Culturale, Turin, (1996)
- Incontri di Maastricht Strade di uomini e di Arte - Moncallier – Turin (1996)
- Salvataggi sul fiume - Murazzi del Po - Turin (1996)
- Galleria P.A.S.L. - Turin (1997)
- Expò Arte - Giant - Belgique (1997)
- Expò Arte - Budapest et Genève (1998)
- Expò Arte - Palerme et Udine (1998)
- Torre dei Signori di Sant'Orso - Aoste (1998)
- Organizzazione della Mostra Nazionale Artivrea '98: cento artisti a confronto. Centro Adriano Olivetti - Ivrée (1998)
- Sestrières – Turin – Una Mostra per la FIAT (1999)
- Galleria P.A.S.L., - Turin (2000)
- Associazione Piccole e Medie Industrie di Torino e Provincia (2001)
- Piemonte Artistico e Culturale - Turin (2002)
- Azienda di Promozione Turistica - Aoste (2003)
- Casino de Cagnes-sur-Mer – France (2004)
- Padiglione Italia della Biennale di Torino, janvier 2012